# ریبیتوی
ریبیتوی (به چکی: Rybitví) یک منطقهٔ مسکونی در جمهوری چک است که در ناحیه پاردوبیتسه واقع شده‌است. ریبیتوی ۱٬۳۹۴ نفر جمعیت دارد.